# UKラジオエイド
UKラジオエイド (英語: UK Radio Aid) は、イギリスで2005年1月17日にインド洋大津波の犠牲者に向けての義援金を募るために行われた商業放送ラジオのチャリティーイベント、及びそれを生中継したラジオ番組名である。

## 概要
2005年1月17日の生放送当日は、英国時間6:00～18:00（日本時間同日15:00～翌日3:00）の12時間の放送枠で、延べ2000万人以上が聴取したといわれる。ロンドンのキャピタルエフエムを基幹に、全国放送のクラシックエフエムとヴァージンラジオを含むイギリス全土に所在する殆どの商業放送ラジオ局と一部のキャンパスラジオ局、ホスピタルラジオ局、外国のラジオ局の合計268局が参加した。これ程多くの商業放送局が同時間帯で同一の番組編成を行ったのはイギリスでは初めてのことだった。義援金は電話、公式サイト、オークション（後述）等を経由して集められ、その額は番組放送中の12時間だけでおよそ300万ポンドに上った。

## 番組内容
番組進行は全英の人気ディスクジョッキーによって行われ、各界、特に音楽界の有名人が多数ゲストに招かれた。更には当時の首相、トニー・ブレアも特別出演した。また、番組中はeBayの協力でチャリティーオークションも行われ、ブレア首相による首相官邸（ダウニング街10番地）ガイド付きツアーやフランク・スキナー寄贈のエルヴィス・プレスリーが実際着ていたTシャツなど、出演者がそれぞれの品物を持ち寄って実施された。
スタジオでは、ブライアン・アダムス、ラッセル・ワトソンなどバンド・歌手による生演奏やコメディアン達によるコメディーも披露された。

## 主題歌
イベントの主題歌は、ビートルズの『Come Together』の特別版である。